# Vitezi križa z rdečo zvezdo
Vitezi križa z rdečo zvezdo ali Red križnikov z rdečo zvezdo (češko Rytířský řád Křižovníků s červenou hvězdou, latinsko Ordo militaris Crucigerorum cum rubea stella, skrajšano O.Cr., O.Crucig.) je katoliški cerkveni red, ki deluje na Češkem in v Avstriji. Je edini cerkveni red, ustanovljen na Češkem, in hkrati edini moški red na svetu, ki ga je ustanovila ženska. Osnovno poslanstvo reda sloni na dveh stebrih. Prvi je duhovna oskrba v župnijah reda, drugi pa skrb za bolne. Obe nalogi jim je ob ustanovitvi leta 1233 dodelila ustanoviteljica reda sv. Neža Praška.
Red danes obstaja kot skupnost verskih kanonikov in je trenutno duhovniški red. Institut redovnih bratov, ki je v redu obstajal skozi zgodovino, je v 18. stoletju izginil. Generalni predstojnik reda uporablja naziv veliki mojster in general in je blaženi opat. Njegov uradni sedež je v praškem samostanu križnikov ob Karlovem mostu. 
Od 1. januarja 2021 ima red 18 članov.

## Ustanovitev
Resnični začetek reda je predmet nekaj razprav. Nekatere avtoritete, med drugim bolandisti, trdijo, da je bil red ustanovljen v Palestini, kjer naj bi se prvi pripadniki vojskovali proti Saracenom. Trditev je malo verjetna, ker ustanovitev reda ni povezana z ustanovitvijo kakšne bolnišnice, kot je bilo v navadi, in tudi zato, ker  v nobenem dokumentu ni sledu o tem, da bi palestinski križarji odšli na Češko. Poleg tega v pergamentnem brevirju reda iz leta 1356 poročilo o ustanovitvi ne vsebuje nobenega namiga na takšen potek dogodkov.
Začetek reda kot posebne entitete sega v leto 1233, ko se je v bolnišnici pod pokroviteljstvom klaris, ki jo je ustanovila Neža Češka, organizirala bratovščina frančiškanskih tretjerednikov. Red je zato edini moški cerkveni red, ki ga je ustanovila ženska, in edini češki red. Ustanovitev so navdihnili negovalni vojaški redovi, kot so bili hospitalci. Leta 1235 je Konstanca Ogrska, češka kraljica in Nežina mati, bolnišnico bogato obdarila s premoženjem, ki je prej pripadalo tevtonskemu viteškemu redu. Darilo je odobril papež Gregor IX. 18. maja 1236 z določilom, da se mora deliti s samostanom klaris.
Po treh letih, med katerimi je vodja reda odšel v Rim kot pooblaščeni predstavnik Neže, zdaj opatinje samostana, in leta 1238 dosegel uradno priznanje reda. Red je deloval po pravilih sv. Avguština. Neža je naslednje leto odstopila vso jurisdikcijo nad bolnišnico in njene posesti Svetemu sedežu. Dvanajst dni kasneje je papež vse to dodelil nedavno potrjenim vitezom križa z rdečo zvezdo  kot fevd Svetega sedeža za  letno plačilo dogovorjene vsote denarja.

## Razvoj
Drugo bolnišnico reda je Neža zgradila ob Karlovem mostu. Bolnišnica se je štela za matično hišo reda, njegovemu naslovu pa je bilo kasneje dodano besedilo  "in latere  (pede) pontis (Pragenis)" (ob vznožju Praškega mostu). Neža je tudi zaprosila Sveti sedež za neko znamenje, ki bi te viteze razlikovalo od drugih vojaških redov, s katerimi so nosili skupen rdeč križarski križ. Križu je praški škof Nikolaj po papeževem dovoljenju 10. oktober 1250 dodal rdečo šesterokrako zvezdo, verjetno iz grba prvega generalnega magistra Albrechta von Sternberga.
Red, ki je do leta 1253 pridobil obsežno premoženje na Češkem, se je kmalu razširil v sosednje dežele. Središče številnih drugih ustanov je bila zlasti vroclavska hiša.  Vitezi so na svojski način naredili neizmerne usluge Češki. Njihovo uspešno bolnišnično delo dokazuje hitrost, s katero so se množile njihove hiše, in pogosta pričevanja o tem v dokumentih kraljev in cesarjev.
V dveh desetletjih po njihovi ustanovitvi je  enako pomembna kot njihovo bolnišnično delo postala skrb za duše. Večino bratov laikov so zamenjali duhovniki. Zaupane so jim bile številne cerkve po vseh delih Češke, zlasti v zahodnih, kjer so tvorili branik rimskokatoliške dogme proti širjenju nauka Jana Husa. V husitskih vojnah so taboriti ubili župnika sv. Štefana v Pragi, husiti pa so uničili matično hišo reda. Malo je manjkalo, da bi red razpadel, vendar si je dovolj opomogel, da je sodeloval v odporu proti  napredovanju naukov protestantske reformacije.
V vojni s Švedsko so člani reda med obleganjem Cheba upravičili svoj viteški naziv in se z ramo ob rami borili z meščani in z njimi delili vse, kar so imeli. Njihova bolnišnica v Pragi je bila tudi prvo zatočišče drugih redov, ki so prihajali skrbet za duše na Češkem, med njimi jezuitov (1555) in kapucinov (1599).
Položaj velikega mojstra reda je skoraj sto petdeset let zasedal praški nadškof in se skoraj v celoti preživljal s prihodki reda. Šele po obnovi posesti nadškofije ob koncu 17. stoletja je bil veliki mojster znova izvoljen izmed članov reda. Hkrati je bila uvedena splošna reforma. Prvi veliki mojster pod novim režimom je bil Jurij Ignacij Paspichal (1694–1699), ki je pokazal veliko vnemo za obnovo prvobitnih idealov, zlasti dobrodelnosti. Praški samostan še vedno  vzdržuje dvanajst upokojencev in razdeljuje tako imenovani "bolniški obrok" štiridesetim revežem.
Številni vitezi so si pridobili zavidljiv sloves tudi v svetu učenosti. Med njimi sta bila tudi slavni matematik in astronom Mikuláš Kozař iz Kozařova (umrl 1592) in Jan František Beckovský (1658–1725), ki je v Pragi ustvaril herbarij, ki še vedno obstaja.
V 1910. letih je imel red poleg matične hiše v Pragi še približno 26 združenih župnij in 85 poklicanih članov, od katerih jih je nekaj poučevalo na gimnaziji in praški univerzi. Red je imel posesti  v Gradišču, ki je danes del Znojma, na Dunaju, kjer je bil red ustanovljen že v 13. stoletju in ima še vedno v lasti Kreuzherren Palais, Chebu, Mostu in drugih mestih, zlasti v zahodni Češki. Grad Dobřichovice blizu Prage je služil kot poletna rezidenca velikega mojstra. 
Po češkoslovaškem državnem udaru leta 1948 se je začelo zatiranje vseh katoliških verskih redov, tudi viteških. Med tajno policijsko "Akcijo K" so zaprli vse moške samostane, zaplenili premoženje in priprli člane verskih redov. Sodili so jim na hitrih sodiščih in leta 1950  5 od 53 vitezov obsodili na več let zapora, skupaj 36 let. Po žametni revoluciji leta 1990  se je sedež reda preselil nazaj v samostan ob praškem Karlovem mostu. 
Danes ima red premoženje predvsem na Češkem. Najpomembnejše nepremičnine, razen sedeža na Karlovem mostu, vključujejo Chlum sv. Marije na zahodnem Češkem in trdnjavo sv. Hipolita v Znojmu. Red upravlja tudi Karlovo cerkev na Dunaju.